# Acostia
Acostia Swallen é um género botânico pertencente à família Poaceae, subfamília Panicoideae, tribo Paniceae.

## Sinonímia
- Panicum L.

## Espécie
O gênero é composto por uma única espécie, distribuída pela América do Sul:
- Acostia gracilis Swallen